# Battle Dress Uniform

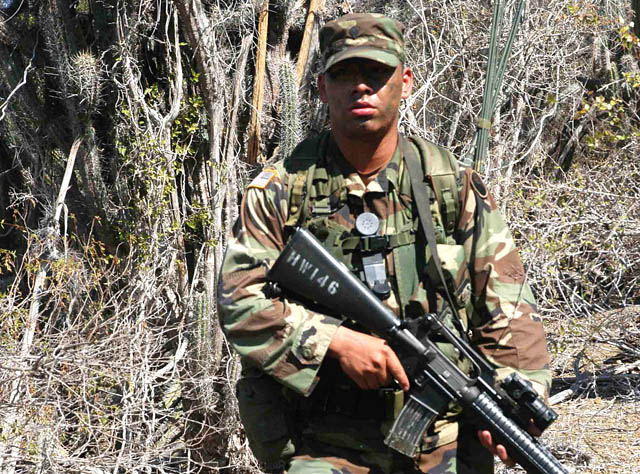
Voják v uniformě BDU s lesním vzorem.

Battle Dress Uniform (BDU) byla ve Spojených státech standardní polní uniforma, která byla používána v boji. V roce 2002 byla tato uniforma nahrazena u Námořní pěchoty USA novou digitální uniformou MARPAT, a v roce 2007 byla nahrazena i u Americké armády, a to uniformou s univerzální kamufláží Army Combat Uniform (ACU).
Oficiální kamuflážní vzor pro uniformu je woodland, což je maskování pro lesní prostředí. V roce 1992 byla pod BDU přidána i Desert Combat (nebo Camouflage) Uniform, což je obdobná uniforma pro pouštní prostředí.

## Historie

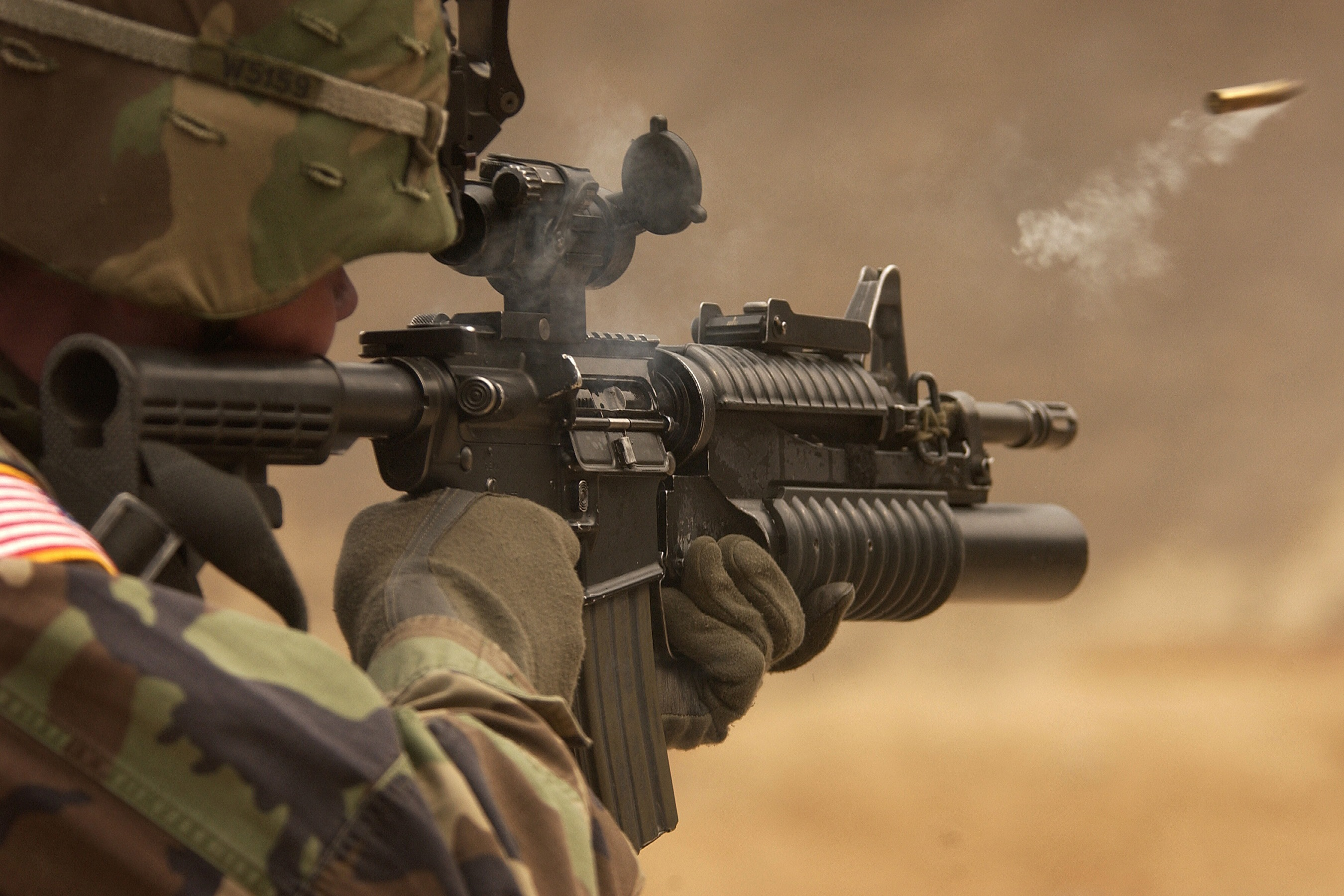
Americký voják s uniformou BDU woodland, střílející z M4A1.

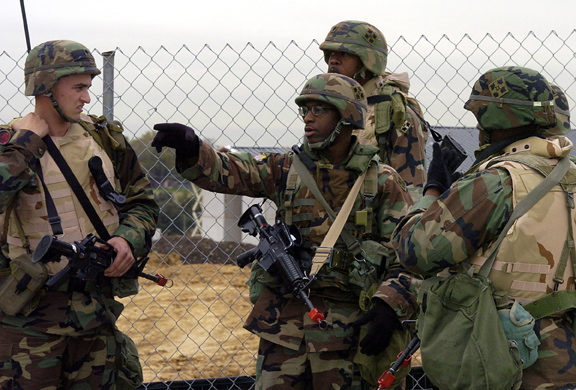
Vojáci 4. pěší divize americké armády při cvičení.

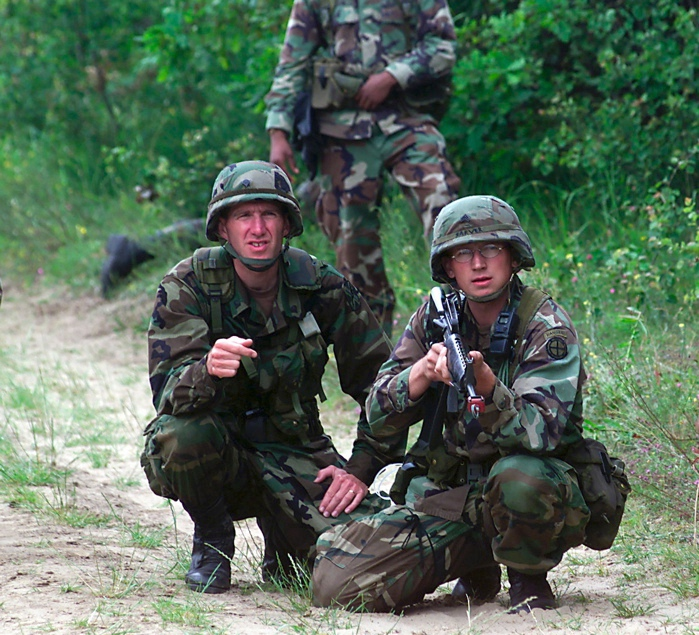
Příslušníci Americké Národní Gardy v uniformách BDU.

První snahy zavést uniformy s kamuflážními vzory v ozbrojených složkách Spojených států dopadly neúspěšně poté, co byly v roce 1942 zavedeny pro námořních pěchotu zkušební pětibarevné uniformy. Ty byly v roce 1942 staženy, převážně kvůli zmatkům se střelbou na spřátelené jednotky.
Historie kamufláže Woodland začala v roce 1948 s čtyřbarevným „ERDL“ vzorem. Během války ve Vietnamu však Armáda Spojených států amerických stále preferovala olivově zelené uniformy (OG 107), proto se roku 1968 prvním uživatelem stala námořní pěchota. Obě uniformy byly identické ve střihu a později se staly vzorem pro MARPAT a ACU. Neoficiální kamuflážní vzory používané vojáky ve Vietnamu se skládaly převážně z černých skvrn na olivovém podkladu napodobujících tygří pruhy lokálního odboje (který sám byl inspirovaný vzorem francouzských výsadkářů a legionářů) nebo se jednalo o volně prodejný lovecký oděv.
Vzhled moderní BDU se poprvé představil v září 1981, kdy se začal poprvé používat lesní vzor (woodland). Skládal se celkem ze čtyř barev – dvou odstínů zelené, hnědé a černé. Dále se dělil na čtyři varianty: obecnou, nížinnou (více zelených prvků), horskou (více hnědých prvků) a přechodnou (zvanou též delta). Kamufláž byla účinná jak v okem viditelném spektru, tak v infračerveném. Ve stejném roce (1981) byla zavedena šesti barevná pouštní verze uniformy (DBDU), která byla nahrazena v roce 1993 tří barevnou pouštní uniformou (DCU).

## Nahrazování

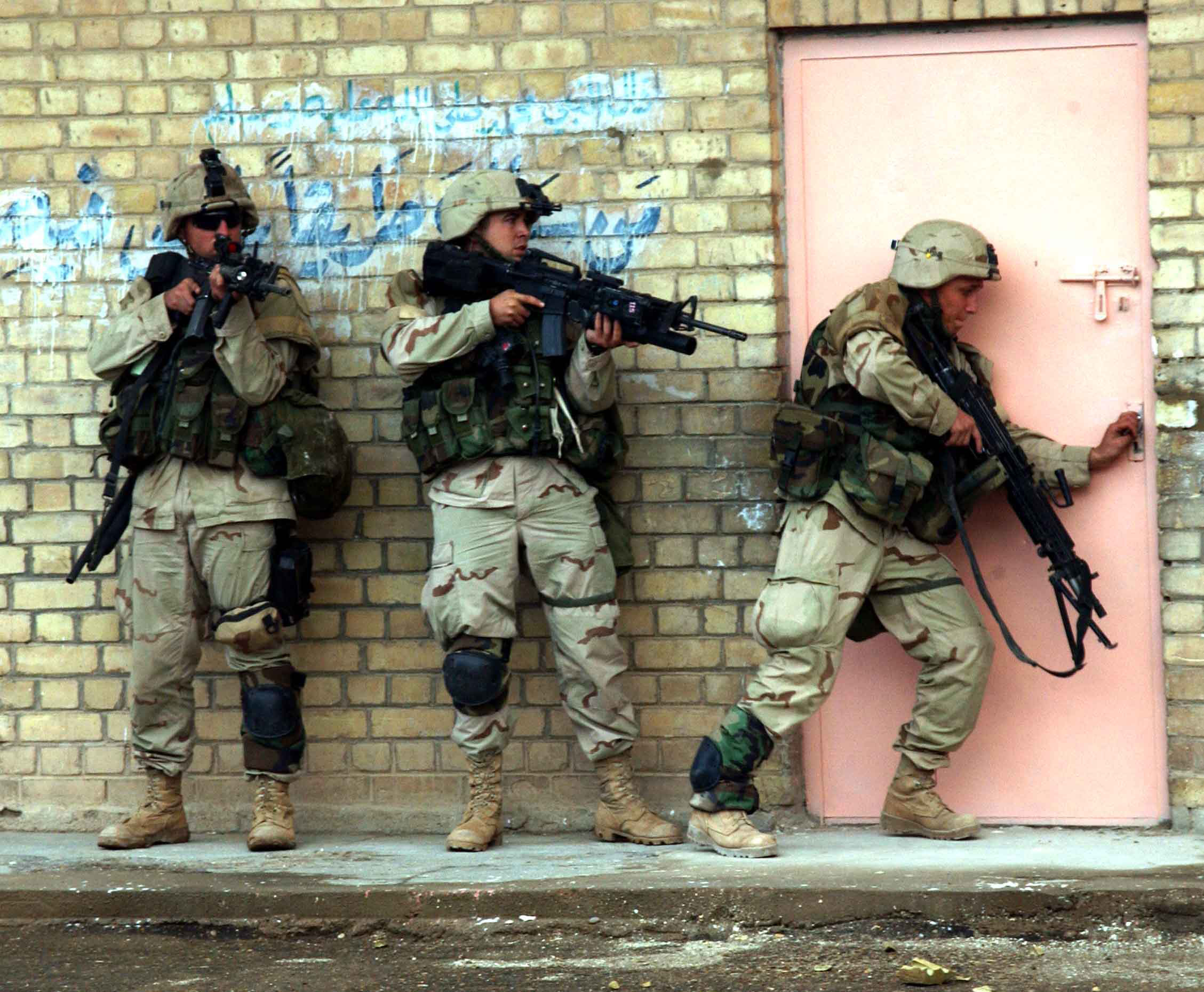
Vojáci Americké armády v Iráku v roce 2004, s pouštní verzí BDU – Desert Camouflage Uniform.

Americké vojenské organizace poté zkoušely mnoho různých vzorů do specifických prostředí, mezi nejznámější patří šestibarevná chocolate-chip kamufláž (doslova čokoládové kousky; navržena v roce 1962) a „noční pouštní kamufláž“ používaná v první válce v zálivu. Obě byly po roce 1991 vyřazeny a nahradily je DBDU (z anglického Desert BDU – Pouštní BDU) s tříbarevným pouštním vzorem. DBDU je mnohem více známo jako Desert Camouflage Uniform (DCU), hovorově se mu pak říká „kávová zrna“. Tato DCU je v podstatě pouštní verze BDU.
Vlivem rostoucích nároků na uniformy a snahou odlišit se od ostatních se většina armádních složek pustila začátkem 21. století do vývoje nového typu kamufláže, které by měly BDU nahradit.
Námořní pěchota byla opět první, která přišla s inovací v podobě počítačem generovaného MARPAT vzoru schváleného v červnu 2001.
Armáda Spojených států amerických nezůstala pozadu a vyvinula Army Combat Uniform (ACU), která také používá pixelový vzor, ovšem s méně výraznými barvami. Neutrální odstíny umožňují všestranné použití v poušti, mírném pásu i městském prostředí.
Americké letectvo v roce 2008 schválilo Airman Battle Uniform, což je také digitálně vytvořená uniforma, která je založená na tygřích pruzích. Tuto uniformu bude v letectvu povinné nosit od roku 2011.